# Ruzizi
Ruzizi – rzeka w Demokratycznej Republice Konga, Burundi i Rwandzie. Płynie w Wielkim Rowie Afrykańskim. Liczy 160 kilometrów. Wypływa z jeziora Kiwu i stanowi granicę między Demokratyczną Republiką Konga a Rwandą. Następnie tworzy granicę między Burundi a Demokratyczną Republiką Konga. Wpływa do jeziora Tanganika.

## Energetyka wodna
W 1958 u wypływu z jeziora Kiwu rzeka została przegrodzona zaporą, na której stworzono elektrownię Ruzizi I. Tama zaburzyła poziom tafli jeziora. Zakład dostarcza energię elektryczną do Bubanzy oraz Kigomy, produkując rocznie 148 GWh.
W 1989 stworzono elektrownię Ruzizi II, jednak produkcja energii jest w dalszym ciągu niewystarczająca wobec potrzeb regionu.